# (6681) Prokopovich
(6681) Prokopovich ist ein Asteroid des Hauptgürtels, der am 6. September 1972 von der ukrainisch-sowjetischen Astronomin Ljudmyla Schurawlowa an der Zweigstelle des Krim-Observatoriums (Sternwarten-Code 095) in Nautschnyj entdeckt wurde.
Der Asteroid ist nach Theophan Prokopowitsch (1681–1736) benannt, der ab 1715 Bischof der russischen Stadt Pskow, ab 1725 Erzbischof von Nowgorod und kirchenpolitischer Berater Peters des Großen war.